# Gustav Larsson
Gustav Erik Larsson (Gemla, 20 settembre 1980) è un ex ciclista su strada svedese, professionista dal 2003 al 2016.
Specialista delle prove contro il tempo, nel 2008 ha conquistato la medaglia d'argento a cronometro ai Giochi olimpici di Pechino. In carriera ha inoltre vinto una tappa al Giro d'Italia 2010 e sei titoli nazionali a cronometro.

## Carriera
Dal 2001 al 2002 gareggia per il Team Crescent, formazione GS3 svedese. La sua carriera da professionista inizia nel 2003, quando si trasferisce alla Fassa Bortolo, squadra italiana diretta da Giancarlo Ferretti. Dopo tre stagioni in Italia si accasa alla Française des Jeux, ed è proprio con questa squadra che ottiene il primo successo da pro, facendo suo il campionato nazionale a cronometro 2006.
Nel 2007 gareggia per la Unibet.com, mentre nel 2008 si trasferisce al Team CSC, la squadra di Bjarne Riis divenuta in seguito Team Saxo Bank. In quella stagione rappresenta la Svezia ai Giochi olimpici di Pechino, riuscendo ad ottenere la medaglia d'argento (battuto dal solo Fabian Cancellara) nella gara a cronometro.
Nel 2009 conquista un'altra medaglia d'argento, questa volta ai campionati del mondo di Mendrisio ma sempre nella prova contro il tempo; l'anno dopo consegue invece quattro successi, tra cui quello a cronometro nella frazione conclusiva del Giro d'Italia, a Verona. Nel 2012, con la divisa della formazione olandese Vacansoleil-DCM, si aggiudica la cronometro di apertura della Parigi-Nizza e il quarto titolo nazionale nella prova contro il tempo; partecipa anche ai Giochi olimpici di Londra, gareggiando in entrambe le gare su strada.
Nel 2013 è sotto contratto con il team svizzero IAM Cycling. In quell'anno ottiene una sola vittoria, al campionato nazionale svedese, mentre nel 2014, sempre tra le file della IAM, non riesce a conquistare successi, pur cogliendo un secondo posto di tappa al Critérium du Dauphiné. Per il 2015 decide di cambiare maglia, passando alla formazione danese Cult Energy Pro Cycling. Il 14 marzo 2015 a Manchester tenta la conquista del record dell'ora, fallendo però il tentativo dopo aver percorso 50,016 km, circa 2,5 km meno del primato detenuto da Rohan Dennis. Nel giugno seguente si aggiudica il sesto titolo nazionale a cronometro.

## Palmarès
- 2001 (Team Crescent, una vittoria)

4ª tappa Brandenburg Rundfahrt
- 2002 (Team Crescent, cinque vittorie)

1ª tappa Ringerike Grand Prix
5ª tappa Okolo Slovenska
Classifica generale Okolo Slovenska
4ª tappa Brandenburg Rundfahrt
1ª tappa Grand Prix Tell
- 2006 (Française des Jeux, una vittoria)

Campionati svedesi, Prova a cronometro
- 2007 (Unibet.com, una vittoria)

Campionati svedesi, Prova a cronometro
- 2008 (Team CSC-Saxo Bank, una vittoria)

5ª tappa Post Danmark Rundt
- 2009 (Team Saxo Bank, due vittorie)

3ª tappa Tour du Poitou-Charentes
Classifica generale Tour du Poitou-Charentes
- 2010 (Team Saxo Bank, quattro vittorie)

21ª tappa Giro d'Italia (Verona > Verona, cronometro)
1ª tappa Vuelta a la Comunidad de Madrid (Caso de Campo, cronometro)
2ª tappa Tour du Limousin (Saint-Amand-Montrond, cronometro)
Classifica generale Tour du Limousin
- 2011 (Saxo Bank-Sungard, una vittoria)

Campionati svedesi, Prova a cronometro
- 2012 (Vacansoleil-DCM, due vittorie)

1ª tappa Paris-Nice (Dampierre-en-Yvelines > Saint-Rémy-lès-Chevreuse, cronometro)
Campionati svedesi, Prova a cronometro
- 2013 (IAM Cycling, una vittoria)

Campionati svedesi, Prova a cronometro
- 2015 (Cult Energy, una vittoria)

Campionati svedesi, Prova a cronometro

### Altri successi
- 2008

1ª tappa Tour de Pologne (Varsavia, cronosquadre)

## Piazzamenti

### Grandi Giri
- Giro d'Italia

2006: 66º
2008: 14º
2010: 59º
2012: 35º
- Tour de France

2006: 104º
2009: 50º
2012: ritirato (11ª tappa)
- Vuelta a España

2010: 20º

### Classiche monumento
- Milano-Sanremo

2010: 128º
2011: 142º
2012: 64º
2013: 116º
- Giro delle Fiandre

2006: 91º
2010: 84º
2011: 58º
2012: 41º
2013: 70º
- Parigi-Roubaix

2003: ritirato
2006: 70º
2010: fuori tempo
2011: 43º
2012: 31º
2013: ritirato
- Liegi-Bastogne-Liegi

2006: ritirato
2008: 95º
2009: ritirato
2014: 84º
- Giro di Lombardia

2004: ritirato
2005: ritirato
2006: ritirato
2008: 54º
2009: 37º
2010: ritirato

### Competizioni mondiali
- Campionati del mondo

Hamilton 2003 - Cronometro Elite: 17º
Hamilton 2003 - In linea Elite: ritirato
Verona 2004 - Cronometro Elite: 4º
Verona 2004 - In linea Elite: 78º
Madrid 2005 - Cronometro Elite: 27º
Salisburgo 2006 - Cronometro Elite: 25º
Stoccarda 2007 - Cronometro Elite: 15º
Stoccarda 2007 - In linea Elite: 29º
Varese 2008 - Cronometro Elite: 5º
Varese 2008 - In linea Elite: 40º
Mendrisio 2009 - Cronometro Elite: 2º
Melbourne 2010 - Cronometro Elite: 10º
Melbourne 2010 - In linea Elite: 75º
Copenaghen 2011 - Cronometro Elite: 12º
Limburgo 2012 - Cronometro Elite: 19º
Limburgo 2012 - In linea Elite: 45º
Toscana 2013 - Cronometro Elite: 9º
Richmond 2015 - Cronometro Elite: 38º
- Giochi olimpici

Atene 2004 - In linea: 72º
Pechino 2008 - In linea: 23º
Pechino 2008 - Cronometro: 2º
Londra 2012 - In linea: 76º
Londra 2012 - Cronometro: 16º